# Cantón de Chiconi
El cantón de Chiconi era una división administrativa francesa, que estaba situada en el departamento de Mayotte y la región de Mayotte.

## Composición
El cantón estaba formado por la comuna que le daba su nombre:
- Chiconi

## Supresión del cantón de Chiconi
En aplicación del Decreto n.º 2014-157 de 13 de febrero de 2014, el cantón de Chiconi fue suprimido el 22 de marzo de 2015 y su comuna pasó a formar parte del nuevo cantón de Ouangani.